# 소매업 종말
소매업 종말 ( Retail apocalypse ) 이란 2010년 전후로 미국에 있는 다수의 오프라인 상점들이 폐업하는 사태를 일컫는 말이다.  코비드 19 팬데믹동안에 강압적인 폐쇄조치로 더욱 악화되었다. 
2017년에는 약 만 이천개의 업소가 문을 닫았는 데, 오프라인에서 온라인으로 소비자들의 취향이 바뀐 것을 가장 큰 이유로 뽑고 있다.  이 때 아마존 (기업)의 괄목한 성장은 오프라인 소매업의 상당부분의 매상을 점유했으며 그에 따라 오프라인 소매업의 위기는 증폭되었다.  

## 같이 보기
- B2C
- 체험경제